# Ectopatria polymita
Ectopatria polymita är en fjärilsart som beskrevs av Turner 1941. Ectopatria polymita ingår i släktet Ectopatria och familjen nattflyn. Inga underarter finns listade i Catalogue of Life.